# La Soledad, Tetela de Ocampo
La Soledad är en ort i Mexiko.   Den ligger i kommunen Tetela de Ocampo och delstaten Puebla, i den sydöstra delen av landet, 140 km öster om huvudstaden Mexico City. La Soledad ligger 1 758 meter över havet och antalet invånare är 395.
Terrängen runt La Soledad är kuperad västerut, men österut är den bergig. La Soledad ligger nere i en dal. Runt La Soledad är det ganska tätbefolkat, med 67 invånare per kvadratkilometer. Närmaste större samhälle är Tetela de Ocampo, 1,9 km nordost om La Soledad. I omgivningarna runt La Soledad växer i huvudsak blandskog.